# Meliosma andina
Meliosma andina är en tvåhjärtbladig växtart som beskrevs av José Cuatrecasas. Meliosma andina ingår i släktet Meliosma och familjen Sabiaceae. Inga underarter finns listade.